# Xerosaprinus vafer
Xerosaprinus vafer är en skalbaggsart som först beskrevs av Sylvain Auguste de Marseul 1855.  Xerosaprinus vafer ingår i släktet Xerosaprinus och familjen stumpbaggar. Inga underarter finns listade i Catalogue of Life.